# مناعة عصبية نفسية

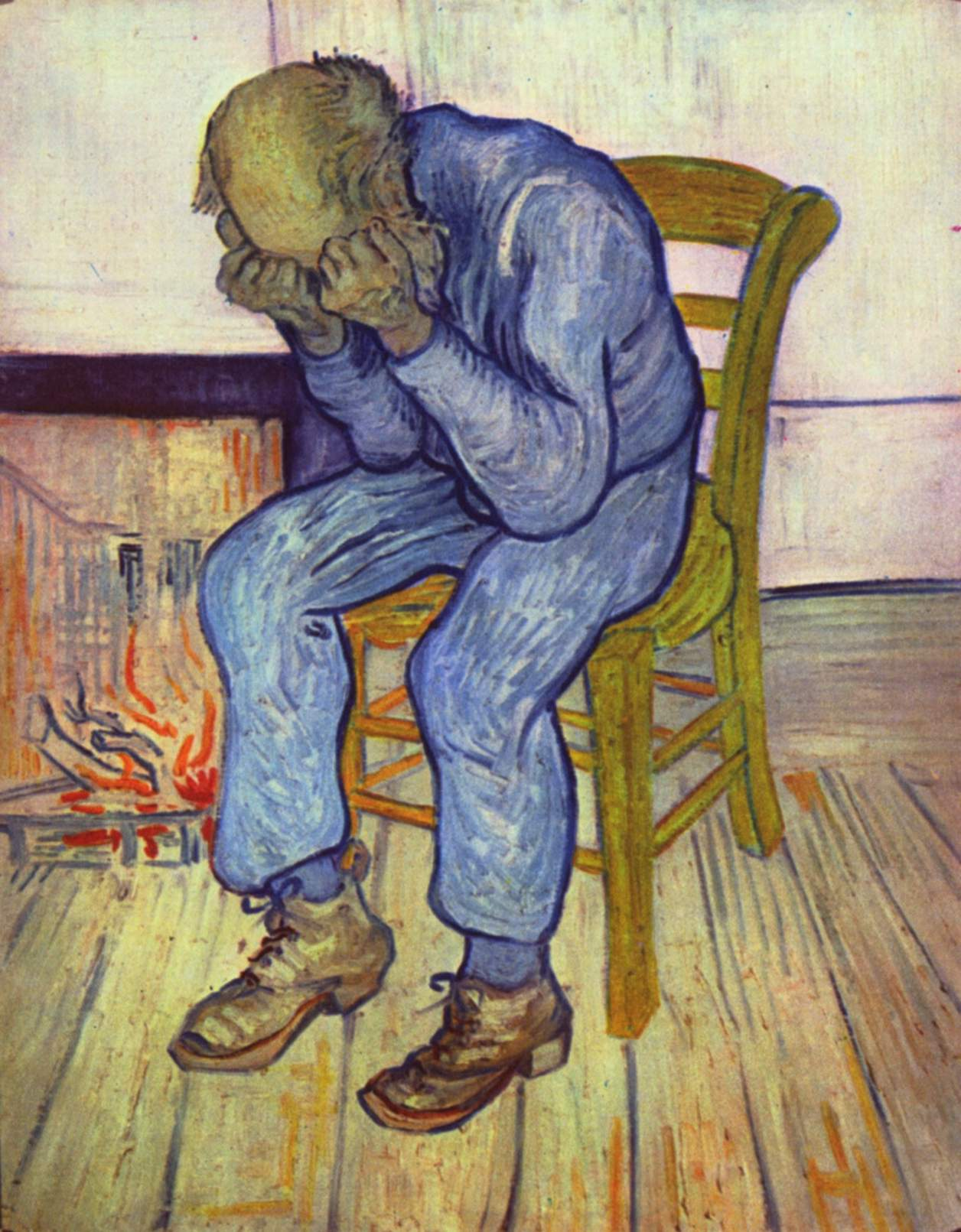

المناعة العصبية النفسية (ب.ن.ا) (بالإنجليزية: Psychoneuroimmunology)، أو مناعة الغدد الصماء النفسية (ب.ي.ن.ا) مصطلح يشير إلى دراسة التفاعل بين العمليات النفسية وبين الجهازين العصبي والمناعي في الإنسان. وتتخذ هذه الدراسة نهج مختلف التخصصات يدمج كلا من علم النفس والعلوم العصبية وعلم المناعة وعلم فيسيولوجيا الجسم وعلم الوراثة وعلم الأدوية وعلم البيولوجيا الجزيئية والطب النفسي والعلوم السلوكية والأمراض المعدية وعلم الغدد الصماء وطب الروماتيزم.
وتعد التفاعلات بين الجهازين العصبي والمناعي وعلاقات العمليات العقلية بالصحة من أهم اهتمامات هذه الدراسة، حيث تركز من بين أمور أخرى على سير الوظائف النفسية للجهاز المناعي العصبي في حالتي الصحة والمرض، الاضطرابات التي تصيب الجهاز المناعي العصبي مثل: الأمراض ذاتية المناعة وفرط التحسس ونقص المناعة. كما تركز أيضا على الخصائص الفيزيائية والخصائص الكيميائية والفيسيولوجية لمكونات الجهاز المناعي العصبي، ويتم ذلك في انبوب المختبر وفي موضعه الخاص وفي الجسم الحي.

## التاريخ
كان الاهتمام بالعلاقة بين متلازمات أو اعراض الطب النفسي وبين وظيفة المناعة موضوع الساعة منذ بداية الطب الحديث.
وضع الفيزيولوجي الفرنسي كلود برنارد مفهوم الوسط الداخلي في منتصف سنة 1800 في سنة 1865 , وصف برنارد اضطراب هذه الحالة الداخلية (...هناك وظائف وقائية للعناصر العضوية تحمل المواد الحية في الاحتياط وتحافظ عليها دون انقطاع الرطوبة، وتعتبر الحرارة وغيرها من الشروط في النشاط الحيوي التي لا غنى عنها (بيرنارد، 1865), "المرض والوفاة ليس سوى التفكك أو اضطراب تلك الألية. في عام 1932, صاغ بروفيسور علم وظائف الاعضاء من جامعة هارفرد والتر كانون، المصطلح المتداول (الاستتباب) من الكلمة اليونانية (homoios) في كتابه الحكمة من الجسم البشري، وتعني التوازن والثبات. وخلال عمله مع الحيوانات، لاحظ كانون ان أي تغير في الحالة العاطفية الموجودة بالشخص مثل: القلق والضيق والغضب، يكون غالبا مع اتحاد جميع عضلات المعدة. (تغيرات جسدية من الألم والجوع والخوف، 1915). وهذه الدراسات التي توضح العلاقة بين تاثير المشاعر والإدراك على الجهاز العصبي اللإرادي أي الودي والغير ودي، والذي يقوم بدوره بتفعيل حاسة التجميد واستجابة القتال والهرب.
اختبر الطالب هانس سيلي من جامعة جونز هوبكنز وجامعة ماكجيل، وباحث لجامعة مونتريال الحيوانات تحت ظروف بدنية وعقلية مختلفة، وأشار انه في ظل هذه الظروف الصعبة سوف يتكيف الجسم باستمرار للشفاء والتعافي. وقد انقضت عدة سنوات على تجارب متلازمة التلاؤم العام والتي شكلت بدورها الاساس المجرب لمفهوم ويسلي وتتألف هذه المتلازمة من تظخم الغدة الكظرية وضمور في الغدة الصعترية والطحال والأنسجة اللمفاوية الأخرى وتقرحات للمعدة.
ويصف سيلي مراحل التكيف الثلاثة، بما في ذلك تفاعل النذير الاولي، تليها فترة طويلة من المقاومة والمرحلة النهائية من الإرهاق والموت. وقد ادى هذا العمل التأسيسي إلى طريق مفعم بالابحاث الغنية والمفيدة عن وظيفتها الحيوية لقشراني السكريات.
في منتصف القرن العشرين، اعلنت دراسات للمرضى النفسيين عن التغيرات المناعية في الاشخاص الذهانيون بما في ذلك انخفاض أعداد الخلايا الليمفاوية واستجابة الأجسام المضادة الفقيرة لتطعيم السعال الديكي مقارنة مع التحكم بالمواضيع التي لا ترتبط مع الامراض النفسية. في عام 1964, صاغ جورج ف. سولمون وفريق بحثه من جامعة كاليفورنيا في لوس انجلوس مصطلح «المناعة النفسية», ونشرت في مقالة بارزة وهي: «العواطف والحصانة والامراض: التكامل النظري المتضارب».

## منشأ مصطلح المناعة العصبية النفسية
في عام 1975, صاغ روبرت ادر ونيكولاس كوهين من جامعة روتشر مع مظاهرتهم للإشراط الكلاسيكي لوظيفة المناعة مصطلح المناعة العصبية النفسية. وكان ادر يتحقق من مقدار مدة الاستجابة الشرطية (أي إشراط بافلوف للكلاب الذين يسيل لعابهم عند استماعهم لصوت الجرس), وقد تستمر في الفئران المختبرية. وفي حالة الفئران يستخدم مزيج [يحتاج بتوضيح] الماء الذي تغلب عليه اسهم السكرين (المنبه الشرطي) ومخدرات Cytoxan التي تسبب بشكل غير متوقع الغثيان وتذوق النفور وقمع وظيفة المناعة. وقد فوجئ ادر لاكتشافه هذا بعد الاشراط، واعتبر اطعام الفئران بالماء الذي تغلب عليه اسهم السكرين مرتبطا بوفاة بعض الحيوانات واقترح بأنهم تعرضوا لكبت المناعة بعد تلقينهم لمنبه الاشراط. واختبر عالم النفس وعالم المناعة كوهن هذه النظرية مباشرة عن طريق تطبيق التحصين المشروط والتحصين الحيواني الغير مشروط، وتعريض هذه المجموعات والمجموعات الأخرى المتحكمة لاختبار المحفز الشرطي ثم قياس كمية الاجسام المضادة المنتجة من الاختبار. وكشفت نتائج الاستنساخ العالية بأن الفئران الغير مشروطة تتعرض لمحفز شرطي والتي هي بالواقع مناعة مقموعة، أي إشارة منطلقة من الجهاز العصبي (حاسة الذوق) اثرت على الجهاز المناعي. كانت هذه واحدة من التجارب العلمية الأولى التي أثبتت بأن الجهاز العصبي يمكن أن يؤثر على الجهاز المناعي.
في عام 1981, عمل ديفيد فلتن من جامعة انديانا في مجال الطب على اكتشاف شبكة من الاعصاب المؤدية إلى الأوعية الدموية وكذلك إلى الخلايا في الجهاز المناعي. واكتشف الباحث بالمساعدة مع فريقه الطبي بأن الاعصاب توجد في الغدة الصعترية والطحال الموجودة في نهاية المجموعات القريبة من الخلايا اللمفاوية والبلاعم والخلايا البدينة حيث تساعد اغلبها في التحكم بوظائف المناعة. قدم هذا الاكتشاف أحد المؤشرات الأولى عن كيفية حدوث التفاعل العصبي المناعي.
عمل كل من ادر وكوهين وفلتن على تحرير كتاب المناعة العصبية النفسية الرائد في ذلك الوقت، والذي وضع الفرضية الأساسية بأن الدماغ والجهاز المناعي يمثل نظام واحد متكامل للدفاع.
في عام 1985, كشف بحث للعالم في مجال الفارما كولوجيا العصبية كانديس بيرت لصالح معاهد الصحة الوطنية في جامعة جورج تاون بأن مستقبلات الببتيد العصبي المحددة موجودة على جدران خلايا كل من الدماغ والجهاز المناعي. ووضحت دراسة ان البتتيد العصبي والناقلات العصبية يعملون بشكل مباشر على الجهاز المناعي، واظهرت أيضا ارتباطهم الوثيق بالعواطف واقترحت اليات حتى تستطيع من خلالها المشاعر والجهاز الحوفي وعلم المناعة ان يرتبطوا بشدة. وتوضح بأن جهاز المناعة والغدد الصماء منتظمة ليس فقط بسبب الدماغ بل أيضا من قبل الجهاز العصبي المركزي الذي كان له في حد ذاته التأثير على فهم العواطف، وكذلك المرض.
وقد عززت التطورات المعاصرة في مجال الطب النفسي وعلم المناعة، والأمراض العصبية، والتخصصات المتكاملة الأخرى من الطب النمو الهائل للمناعة العصبية النفسية. وتعتبر الآليات الكامنة وراء التغيرات السلوكية لوظيفة المناعة، وتسبب أيضا تعديلات المناعة التغيرات السلوكية، ومن المرجح أن يكون لها الآثار السريرية والعلاجية التي لن تقدر تماما حتى يعرف المزيد عن توسع هذه العلاقات في الحالات العادية والمرضية في جسم المريض.

## دورة المناعة في الدماغ
يتطلع بحث المناعة العصبية النفسية إلى الآليات الدقيقة التي يتم من خلالها تحقيق المناعة الدماغية. والدليل وجود تفاعلات الجهاز العصبي وتفاعلات الجهاز المناعي على عدة مستويات بيولوجية. يتواصل جهاز المناعة والدماغ مع بعضهم البعض من خلال مسارات الإشارات. يعتبر الدماغ والجهاز المناعي نوعان من أنظمة التلاؤم الرئيسية في الجسم. ويتشارك المسارين الرئيسين في هذا الحديث عن طريق: (HPA axis) محور الغدة النخامية، والغدة الكظرية، والجهاز العصبي الودي. قد يكون الهدف من تفعيل الجهاز العصبي الودي خلال الاستجابة المناعية هو لوضع الاستجابة الالتهابية.
يعتبر محور الغدة النخامية والغدة الكظرية هو نظام إدارة الإجهاد الأساسي للجسم. حيث تستجيب إلى التحدي البدني والعقلي للحفاظ على التوازن في جزء ما عن طريق السيطرة على مستوى الكورتيزول في الجسم. ويتجمع ديسريغولاتيون (HPA) في العديد من الأمراض المرتبطة بالتوتر، بالإضافة إلى ادلة تحليل ميتا التي تشير إلى أن أنواع مختلفة، وايضا تشير إلى مدة الضغوطات والمتغيرات الشخصية الفريدة والتي ممكن أن تشكل استجابة (HPA). تتشابك انشطة (HPA) مع السيتوكينات في جوهرها: تحفز السيتوكينات الالتهابية هرمون قشر الكظر (ACTH) وإفراز الكورتيزول، بينما في المقابل، يعيق قشراني السكريات تكوين السيتوكينات الموالية للالتهابات (proinflammatory).
تسمى جزيئات السيتوكينات الموالية للالتهابات، والتي تشمل انترلوكين 1 (IL-1)، وانترلوكين 2 (IL-2)، وانترلوكين 6 (IL-6)، وانترلوكين 12 (IL-12)، وانترفيرون جاما (IFN -Gamma) وعامل نخر الورم ألفا (TNF-ألفا) ويمكن أن تؤثر على نمو الدماغ وكذلك وظيفة الخلايا العصبية. وتوزيع الخلايا المناعية مثل البلاعم، وكذلك الخلايا الدبقية (الخلايا الدبقية الصغيرة والخلايا النجمية) التي تفرز هذه الجزيئات. وتعتبر ملائمة السيتوكين لوظيفة الوطائي باحة نشطة ليتم البحث فيها عن علاج للاضطرابات المتعلقة بالقلق.
وسيتوكينات المتواسطة والسيطرة على الاستجابات المناعية والاستجابات الموالية للالتهابات. وتوجد تفاعلات معقدة بين السيتوكينات، والاستجابات الالتهابية والاستجابات التلاؤمية في الحفاظ على (homeostasis) الاستتباب. مثل الاستجابة للضغط النفسي، ورد فعل الالتهابات يعتبر أمر بالغ الأهمية من أجل البقاء على قيد الحياة. ويمكن تعداد نتائج التفاعل الالتهابي النظامي في تحفيز أربعة برامج رئيسية من خلال:
- التفاعل الحاد للمرحلة
-سلوك المرض
-برنامج الألم
-استجابة الضغط النفسي
وتتواسط هذه من قبل محور HPA وSNS. وتتميز الأمراض البشرية الشائعة مثل الحساسية، وأمراض المناعة الذاتية، والالتهابات المزمنة والإنتان من قبل ديسريغولاتيون الموالية للالتهابات مقابل المضادة للالتهابات وT المساعد ل (TH1) ومقابل ل (TH2) توازن السيتوكين.
وتشير الدراسات الحديثة ان عمليات السيتوكين الموالية للالتهابات تلعب دورا من خلال الاكتئاب والهوس ومرض القطبين، بالإضافة إلى فرط حساسية المناعة الذاتية والأمراض المزمنة.
يؤدي الإفراز المزمن من هرمونات التوتر والهرمونات السكرية (GCS) والكاتيكولامينات (CAS) إلى التقليل من تأثير الناقلات العصبية -كنتيجة للمرض- مثل: السيروتونين ونورإيبينيفرين ودوبامين أو مستقبلات أخرى في الدماغ مما يؤدي إلى تقلبات الهرمونات العصبية. وتحت التحفيز حيث يتم تحريرها بافراز من النهايات العصبية الحساسة في الأجهزة، وتعبر الخلايا المناعية المستهدفة عن المستقبلات الادرينية. ومن خلال تحفيز هذه المستقبلات يتم افرازه بشكل موضعي أو تعميم الكاتيكولامينات مثل الادرينالين والتأثير على حركة الخلايا اللمفاوية وتداولها وانتشارها وتعديل إنتاج السيتوكينات والنشاط الوظيفي للخلايا اللمفاوية المختلفة.
وتمنع الهرمونات السكرية إفراز المزيد من هرمون الكوتيكوليبرين المنتج من الوطاء (hypothalamus) {منطقة تحت سرير المخ] وايضا تمنع إفراز هرمون قشر الكظر المنتج من الغدة النخامية (ارتجاع سلبي). وفي ظل ظروف معينة قد تسهل هرمونات التوترالالتهابات من خلال تحريض مسارات الإشارات وعبر تنشيط هرمون الكوتيكوليبرين.
وتؤثر هذه التصرفات الشاذة وفشل أنظمة التلاؤم لتمييز الالتهاب على رفاه الفرد، بما في ذلك المعايير السلوكية ونوعية الحياة والنوم وكذلك مؤشرات التمثيل الغذائي وصحة القلب والأوعية الدموية وتتطور إلى «الارتجاع المضاد للالتهابات المجموعية» و / أو«فرط النشاط» الذي يعتبر من العوامل الموالية للالتهابات الموضعية والذي قد يساهم في التسبب بالامراض.
وقد ثبت ان هذه المجموعة أو الالتهاب العصبي وتفعيل neuroimmune بانها تلعب دورا في المسببات من مجموعة متنوعة من الاضطرابات العصبية مثل الشلل الرعاش والزهايمر والتصلب المتعدد، والألم، والخرف المرتبطة بالإيدز. بينما تعدل السيتوكينات وكيموكينات أيضا وظيفة الجهاز العصبي المركزي (CNS) في غياب المناعة العلنية والمناعة الفسيولوجية أو التحديات النفسية.

## اثار المناعة العصبية النفسية
هناك الآن معلومات كافية حتى نستطيع الإستنتاج من خلالها ان التعديل المناعي يمكن أن يؤدي إلى التغييرات الصحية الفعلية عن طريق الضغوطات النفسية أو التدخلات النفسية. وعلى الرغم من تقديم أقوى دليل حتى الآن على التغييرات المتعلقة بالأمراض المعدية والتئام الجروح الا ان تم تسليط الضوء على الأهمية السريرية للتقلبات المناعية عن طريق زيادة المخاطر عبر الشروط والأمراض المختلفة. وعلى سبيل المثال، يمكن أن تولد الضغوطات عواقب صحية عميقة. وفي دراسة وبائية واحدة، يزداد معدل الوفيات في الشهر الذي يلي الإجهاد الشديد - وفاة أحد الزوجين. ويقترح باحثو النظريات أن الأحداث المجهدة تؤدي إلى ردود معرفية وردود وجدانية والتي بدورها تحرض نظام الغدد الصماء والتغييرات العصبية الودية وهذه تضر في نهاية المطاف الوظيفة المناعية. العواقب الصحية المحتملة واسعة، ولكنها تشمل معدلات اصابة وتطور فيروس نقص المناعة البشرية وحالات السرطان المتقدم وارتفاع معدلات وفيات الرضع.

## الإجهاد والوظيفة المناعية
يزعم أن الإجهاد يؤثر على وظيفة المناعة من خلال المظاهر العاطفية و / أو السلوكية مثل القلق والخوف والتوتر والغضب والحزن والتغيرات الفسيولوجية مثل معدل ضربات القلب وضغط الدم والتعرق.
وقد اقترح الباحثون أن هذه التغييرات هي مفيدة إذا كانت لفترة محدودة، ولكن عندما يكون الإجهاد مزمن يصبح النظام غير قادر من الحفاظ على التوازن أو (homeostasis) الاستتباب.
وفي دراسة من ضمن دراسات المناعة العصبية النفسية السابقة والتي نشرت في عام 1960، كان على رأس الموضوعات والتي زعم بأنها قد تسبب عن طريق الخطأ إصابة خطيرة لمرافقه من خلال الإساءة في استخدام المتفجرات. وعلى مر تلك العقود من الأبحاث تم استنتاج تحليلي ميتا الضخم والذي أظهر ان تقلبات المناعة ثابتة في الأشخاص الأصحاء الذين يعانون من التوتر العصبي.
وفي أول تحليل ميتا الذي انجز من قبل هربرت وكوهين في عام 1993، وبحثوا في ثمانية وثلاثين دراسة للأحداث المجهدة ووظيفة المناعة في البالغين الأصحاء. وبحثوا أيضا في دراسات ضغوطات المختبر الحادة (مثل مهمة الكلام) والضغوطات الطبيعية على المدى القصير (على سبيل المثال الفحوص الطبية) والضغوطات الطبيعية على المدى الطويل (مثل الطلاق والوفاة وتقديم الرعاية والبطالة). ووجد الباحثون الزيادة في أعداد مجموع خلايا الدم البيضاء مرتبطة بالتوتر المستمر، وكذلك الانخفاض في أعداد خلايا تي المساعفة وخلايا تي الكابتة وخلايا تي السامة للخلايا وخلايا بي والخلايا القاتلة الطبيعية (NK). كما ذكروا أيضا الانخفاضات المرتبطة بالتوتر في (NK) ووظيفة خلية تي، واستجابات تكاثر خلية تي لراصة الدموية النباتية [PHA] والكونكانافالين ACon] A]. وكانت هذه الآثار ثابتة على المدى القصير وعلى المدى الطويل ولكنها ليست مرتبطة بضغوطات المختبر.
في عام 2001، نفذ تحليل ميتا الثاني من قبل زوريلا وآخرون بإستنساخ تحليل ميتا لهربرت وكوهين. وايضا باختيار نفس إجراءات الدراسة ثم قاموا بتحليل خمسة وسبعين دراسة للضغوطات ومناعة الإنسان. ارتبطت الضغوطات الطبيعية مع الزيادة في عدد العدلات المدورة والانخفاض في عدد ونسبة مجموع خلايا تي وخلايا تي المساعفة والإنخافض أيضا في نسبة الخلايا القاتلة الطبيعية (NK) وخلايا تي السامة الليمفاوية. وعملوا أيضا على استنساخ نتيجة هربرت وكوهين لتوتر المرتبطة بالنقص في (NKCC) وتكاثر خلية تي (mitogen) لراصة الدموية النباتية (PHA) وكونكانافالين A (Con A).
وفي الآونة الأخيرة، كان هناك اهتمام متزايد في الروابط بين الضغوطات الشخصية والوظيفة المناعية. على سبيل المثال: الصراعات الاجتماعية والشعور بالوحدة والرعاية لشخص لديه حالة طبية مزمنة وأشكال أخرى على الخلل الإجهادي بين الأشخاص وظيفة المناعة.
Njood Alshdokhi
PNU